# Khu học chánh Los Angeles
Khu học chánh Los Angeles (tên chính thức Học khu Thống nhất Los Angeles; tiếng Anh: Los Angeles Unified School District, viết tắt LAUSD) là một học khu quản lý khu vực Los Angeles, tiểu bang California, Hoa Kỳ. Học khu thống nhất Los Angeles là hệ thống trường công lớn nhất (về số lượng sinh viên) ở California. Nó là học khu lớn công thứ nhì Hoa Kỳ. Chỉ có Sở giáo dục Thành phố New York có số học sinh sinh viên nhiều hơn. Trong năm học 2007-2008, LAUSD phục vụ 694.288 học sinh sinh viên, và đã có 45.473 giáo viên và 38.494 nhân viên khác. Nó là đơn vị sử dụng lao động lớn thứ hai ở quận Los Angeles, sau chính quyền quận. Ngân sách tổng cộng của học khu giai đoạn 2009-2010 là 7,3 tỷ USD. Thành phân ghi danh học theo dân tộc gồm có 73% sinh viên của nó có nguồn gốc Tây Ban Nha và 11% học sinh của nó là người Mỹ gốc Phi. Học sinh da trắng Mỹ chiếm 9%số lượng học sinh sinh viên, trong khi sinh viên người Mỹ gốc Á chiếm 4%, sinh viên dưới hình thức nguồn gốc Philippines 2% dân số sinh viên. Thổ dân châu Mỹ và đảo Thái Bình Dương với nhau ít hơn 1%.